# Chrysolina terskeica
Chrysolina terskeica là một loài bọ cánh cứng trong họ Chrysomelidae. Loài này được Romantsov miêu tả khoa học năm 2005.